# Rokycany (huyện)
Huyện Rokycany (tiếng Séc: Okres Rokycany) là một huyện (okres) nằm trong vùng Plzeň của Cộng hòa Séc. Huyện Rokycany có diện tích 575 km², dân số năm 2002 là 45574 người. Thủ phủ huyện đóng ở Rokycany. Huyện này có 68 khu tự quản.

## Các khu tự quản
Huyện Rokycany có 68 khu tự quản sau: